# Savvas Kōfidīs
Savvas Kōfidīs (in greco: Σάββας Κωφίδης; Almaty, 12 febbraio 1961) è un allenatore di calcio ed ex calciatore greco, di ruolo centrocampista.

## Carriera

### Giocatore

#### Club
Ha giocato nella prima divisione greca.

#### Nazionale
Ha partecipato ai Mondiali del 1994.

## Palmarès

### Giocatore

#### Competizioni nazionali
- Coppa di Grecia: 2

Olympiakos: 1989-1990, 1991-1992

#### Competizioni internazionali
- Coppa dei Balcani per club: 1

Iraklis: 1984-1985